# Keroplatus papaveroi
Keroplatus papaveroi är en tvåvingeart som beskrevs av Loïc Matile 1989. Keroplatus papaveroi ingår i släktet Keroplatus och familjen platthornsmyggor. Inga underarter finns listade i Catalogue of Life.